# Рунич, Василий Зиновьевич
Васи́лий Зино́вьевич Ру́нич (укр. Василь Зеновійович Руніч; род. 31 января 2000, Ливчицы, Львовская область) — украинский футболист, полузащитник львовского «Руха».

## Карьера
Василий воспитывался в школах клубов «ЛГУФК» и «Карпаты». В сезоне 2019/20 его стали привлекать к тренировкам и матчам первой команды «зелёно-белых». Он дебютировал за «Карпаты» 27 июня 2020 года в матче украинской премьер-лиги против «Львова»: полузащитник появился на поле на 58-й минуте вместо Артёма Козака. Это была единственная игра Василия в его первом сезоне на взрослом уровне. Следующий сезон он начинал в опустившихся во вторую лигу «Карпатах» и успел провести за них 4 встречи. В октябре Василий стал игроком «Руха». В составе этого клуба полузащитник забил первый мяч во взрослой карьере, поразив ворота «Мариуполя» 23 апреля 2021 года.

## Статистика выступлений
| Выступление      | Выступление      | Выступление      | Чемпионат | Чемпионат | Кубок Суперкубок | Кубок Суперкубок | Еврокубки | Еврокубки | Итого | Итого |
| Клуб             | Лига             | Сезон            | Игры      | Голы      | Игры             | Голы             | Игры      | Голы      | Игры  | Голы  |
| ---------------- | ---------------- | ---------------- | --------- | --------- | ---------------- | ---------------- | --------- | --------- | ----- | ----- |
| Карпаты (Львов)  | УПЛ              | 2019/20          | 1         | 0         | 0                | 0                | —         | —         | 1     | 0     |
| Карпаты (Львов)  | ВФЛ              | 2020/21          | 4         | 0         | 0                | 0                | —         | —         | 4     | 0     |
| Карпаты (Львов)  | Итого            | Итого            | 5         | 0         | 0                | 0                | 0         | 0         | 5     | 0     |
| Рух              | УПЛ              | 2020/21          | 6         | 1         | 0                | 0                | —         | —         | 6     | 1     |
| Рух              | Итого            | Итого            | 6         | 1         | 0                | 0                | 0         | 0         | 6     | 1     |
| Всего за карьеру | Всего за карьеру | Всего за карьеру | 11        | 1         | 0                | 0                | 0         | 0         | 11    | 1     |